# Maschen
Maschen ist ein Ortsteil der Gemeinde Seevetal im Landkreis Harburg in Niedersachsen. Mit 8974 Einwohnern (Stand November 2022) ist Maschen der zweitgrößte Ortsteil der Gemeinde.

## Lage

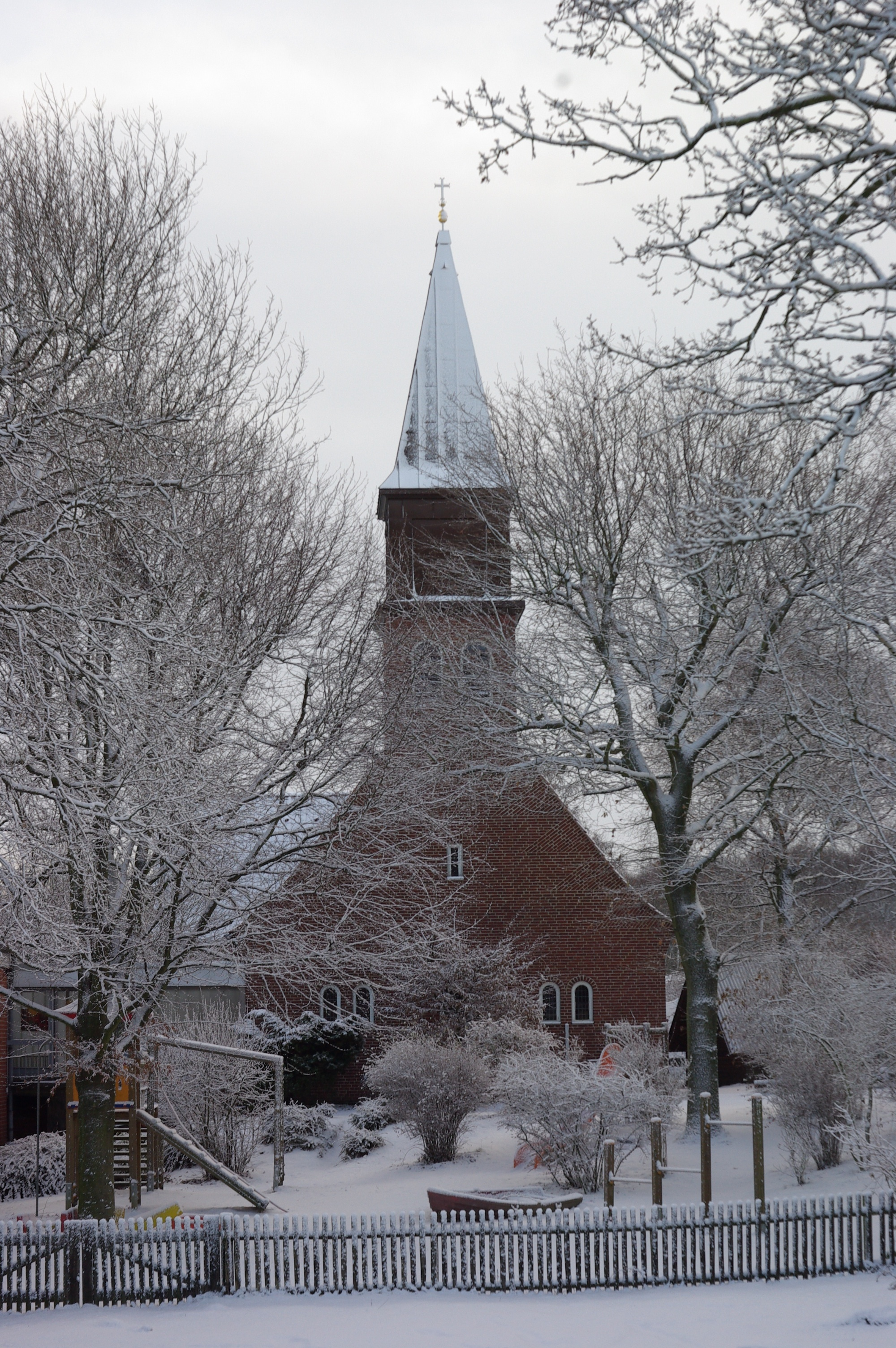
Friedenskirche in Maschen-Heide

Maschen liegt am Übergang der Großlandschaft Lüneburger Heide in die Winsener Elbmarsch an der Seeve.
Die Ortslage wird zumeist unterteilt in einen Nordteil (Maschen Dorf bzw. Maschen Ort) und einen Südteil (Maschen-Heide bzw. Maschen-Horst). Die Trennlinie wird in etwa durch den Verlauf der Autobahn 39 abgebildet.
Maschen-Ort befindet sich im Bereich des historischen Elbe-Urstromtals und weist abschnittsweise hohe Grundwasserstände auf. Maschen-Heide hingegen ist durch seine erhöhte Lage auf dem bewaldeten Hügelgelände Die Hallonen geprägt. Sie kennzeichnen den Nordrand der Lüneburger Heide und sind eiszeitlichen Ursprungs. Die Grundwasserstände sind dort sehr viel niedriger, allenfalls trifft man auf Schichtenwasser.

## Geschichte
Maschen wurde 1294 erstmals unter der Bezeichnung „Merschene“ (niederdeutsch: „Ende der Marsch“) urkundlich erwähnt. Archäologische Funde von Häuserresten deuten darauf hin, dass das Gebiet bereits um das Jahr 900 besiedelt war.
Im Jahre 1671 wurde die erste Schule errichtet, die bis heute mehrmals den Standort gewechselt hat. Heute befindet sich die Grundschule Maschen im Ortszentrum neben dem Dorfhaus. Im Turm des Dorfhauses wurde die restaurierte Schuluhr der alten Schule installiert.
Am 1. Juli 1972 wurden Maschen und 18 weitere Gemeinden zur neuen Gemeinde Seevetal zusammengeschlossen.
Heute zeichnet sich Maschen durch eine Vielzahl an Einkaufsmöglichkeiten in drei Supermärkten, einem Getränkemarkt sowie mehreren kleineren Läden aus. Das Dorfhaus und eine Ortsbücherei befinden sich ebenfalls in Maschen Dorf.
Die Hauptverkehrswege in Maschen-Heide sind die Straßen Alter Postweg und Horster Landstraße.

## Politik
Der Ortsrat, der die Seevetaler Ortsteile Maschen, Horst und Hörsten gemeinsam vertritt, setzt sich aus 21 Mitgliedern zusammen. Die Ratsmitglieder werden durch eine Kommunalwahl für jeweils fünf Jahre gewählt.

Bei der Kommunalwahl 2021 ergab sich folgende Sitzverteilung:
| Ortsrat 2021Insgesamt 21 Sitze - SPD: 5 - Grüne: 3 - FWG: 3 - FDP: 2 - CDU: 7 - AfD: 1 |

## Verkehr

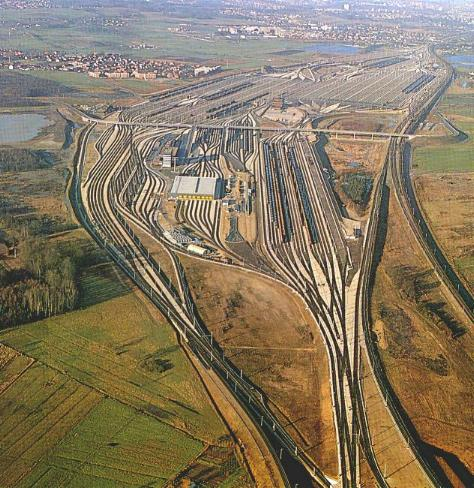
Der Maschener Rangierbahnhof im Jahr 1977

Maschen ist Autobahn- und Güterverkehrsknotenpunkt. Der Personenbahnhof liegt außerhalb des Ortes, auf der ihm abgewandten Seite des Güterbahnhofs. Hier verkehren halbstündlich bis stündlich Regionalzüge der Strecke (Hamburg–)Harburg–Winsen–Lüneburg. Am Bahnhof bestehen seit August 2015 keine Busanschlüsse der Linien 248 und 343 mehr, die zunächst nach Maschen-Dorf und anschließend nach Fleestedt (Linie 343) oder aber über Maschen-Heide (248) nach Holtorfsloh führen. Grund hierfür war die Einrichtung einer einspurigen Verkehrsführung auf der über den Rangierbahnhof Maschen führenden, sanierungsbedürftigen Decatur-Brücke, benannt nach der Partnergemeinde von Seevetal in Illinois. Der Rat der Gemeinde Seevetal beschloss in der Sitzung vom 30. September 2016 mit großer Mehrheit die Vollsperrung der Decatur-Brücke für jeglichen öffentlichen Verkehr, wobei für den Verkehr zum Betriebsgelände der Deutschen Bahn eine Sonderregelung akzeptiert wurde. Zur Fahrt nach Hamburg-Harburg kann auch die Verbindung der Linie 343 über Fleestedt (Anschluss an Linie 14) genutzt werden. Darüber hinaus gibt es Verbindungen zum Gemeindezentrum Hittfeld. Alle Linien gehören zum Hamburger Verkehrsverbund.
Der Bahnhof Maschen Rbf ist der größte Rangierbahnhof Europas und der zweitgrößte weltweit. Eröffnet wurde der Rangierbahnhof am 7. Juli 1977.

## Sport
Maschen hat zwei Sportvereine, zum einen den VfL Maschen e. V. von 1911, zum anderen den ESV Maschen von 1980 e. V. Der VfL Maschen ist mit den Abteilungen Badminton, Ballsport, Basketball, Fußball, Kampfsport, Koronar, Schwimmen, Tanzen, Tennis, Tischtennis, Turnen und Volleyball der größere der beiden Vereine. Im ESV Maschen werden Angeln, Tennis und Fußball angeboten. Außerdem gibt es einen Schützenverein mit Spielmannszug in Maschen.

## Regelmäßige Veranstaltungen
Jedes Jahr im Sommer feiert Maschen ein Dorffest. Weiterhin findet jedes Jahr am Samstag vor Weihnachten der traditionelle Weihnachtsmarkt statt. Erwähnenswert ist ebenfalls das jährliche Schützenfest im Juli.

## Kultur
Die Countryband Truck Stop wirkte lange in Maschen und hat im dortigen Tonstudio von Joe Menke zwischen 1977 und 1995 ihre Platten aufgenommen. Sie erwähnte den Ort in ihrem Hit Der wilde, wilde Westen (Der wilde, wilde Westen fängt gleich hinter Hamburg an, in einem Studio in Maschen, gleich bei der Autobahn.). Das Bandmitglied Cisco Berndt wohnte bis zuletzt in Maschen.

## Persönlichkeiten
- Paula Henningsen (1881–1969), Politikerin und Mitglied der Hamburgischen Bürgerschaft, starb hier
- Johannes Vogel (1895–1962), Schriftsteller, lebte und starb hier
- Walter Büttner (1907–1990), Puppenspieler, lebte in Maschen und führte dort sein eigenes Open-Air-Theater
- Hans-Ludolf Flügge (1907–1980), Autor von Hoch- und Plattdeutschen Büchern, wurde in Maschen geboren
- Joe Menke (1925–2001), Schlagerkomponist, Musikproduzent und Gründer des Tonstudios Maschen, lebte und wirkte hier
- Günter „Cisco“ Berndt (1942–2014), Musiker der Countryband Truck Stop, lebte und starb hier
- Uschi Nerke (* 1944), bekannt als Moderatorin aus dem Beat-Club der 1960er und 1970er Jahre, lebt in Maschen
- Wolfgang Hahn (* 1948), Journalist, Moderator und Sprecher beim NDR in Hamburg, ist hier geboren
- Uwe Westphal (* 1957), Biologe, ist hier geboren
- Franziska Menke (Frl. Menke) (* 1960), Sängerin, wuchs hier auf
- Michael Meziani (* 1967), Schauspieler, Nachrichtensprecher und Moderator, lebt hier
- Nicolas Stemann (* 1968), Regisseur, wuchs hier auf
- Sophie Schütt (* 1974), Schauspielerin, wuchs hier auf
- Patrick Müller (* 1988), Schauspieler, wuchs hier auf
- Caro Daur (* 1995), Bloggerin und Instagramerin, wuchs hier auf